# Allyn Ferguson
Pour les articles homonymes, voir Ferguson.
Allyn Ferguson (né le 18 octobre 1924 à San José (Californie) - 23 juin 2010, Westlake Village, Californie) est un compositeur de musiques de séries télévisées et un chef d'orchestre.

## Filmographie
- 1955 : Gunsmoke ("Gunsmoke") (série télévisée)
- 1962 : The Devil's Hand
- 1962 : Terror at Black Falls
- 1962 : Airborne (en)
- 1966 : The Monkees ("The Monkees") (pilote série TV)
- 1968 : Sofi
- 1970 : The Everly Brothers Show (série télévisée)
- 1970 : Three for Tahiti (télévision)
- 1971 : The NBC Mystery Movie (série télévisée)
- 1971 : The Feminist and the Fuzz (télévision)
- 1971 : Tueur malgré lui (Support Your Local Gunfighter)
- 1971 : The Funny Side (en) (série télévisée)
- 1971 : The New Dick Van Dyke Show (en) (série télévisée)
- 1971 : The Good Life (en) (série télévisée)
- 1972 : Get to Know Your Rabbit de Brian De Palma
- 1972 : Banacek ("Banacek") (série télévisée)
- 1972 : Playmates (télévision)
- 1972 : Every Man Needs One (télévision)
- 1973 : Duel en hélicoptère (Birds of Prey) (télévision)
- 1973 : The Bait (en) (télévision)
- 1973 : Jarrett (télévision)
- 1973 : The Man Without a Country (télévision)
- 1973 : The Burns and Schreiber Comedy Hour (série télévisée)
- 1973 : Police Story (série télévisée)
- 1973 : Hijack (télévision)
- 1973 : What Are Best Friends For? (télévision)
- 1974 : Get Christie Love! (télévision)
- 1974 : The Girl Who Came Gift-Wrapped (télévision)
- 1974 : Bobby Parker and Company (télévision)
- 1974 : Ann in Blue (télévision)
- 1974 : The Harlem Globetrotters Popcorn Machine (série télévisée)
- 1974 : Get Christie Love (série télévisée)
- 1974 : The Legend of Earl Durand
- 1974 : Only with Married Men (télévision)
- 1974 : Roll, Freddy, Roll! (en) (télévision)
- 1975 : Le Comte de Monte-Cristo (The Count of Monte-Cristo) (télévision)
- 1975 : Big Eddie (série télévisée)
- 1975 : Starsky et Hutch ("Starsky and Hutch") (série télévisée)
- 1976 : Drôles de dames (série télévisée)
- 1976 : Gibbsville (série télévisée)
- 1977 : Les Quatre Plumes blanches (en) (The Four Feathers) (télévision)
- 1977 : Busting Loose (en) (série télévisée)
- 1977 : L'Homme au masque de fer (The Man in the Iron Mask) (télévision)
- 1977 : Fish (série télévisée)
- 1977 : Roger & Harry: The Mitera Target (télévision)
- 1977 : Danger in Paradise (télévision)
- 1977 : Delta County, U.S.A. (télévision)
- 1977 : The Magnificent Magical Magnet of Santa Mesa (télévision)
- 1977 : A.E.S. Hudson Street (série télévisée)
- 1977 : Big Hawaii (série télévisée)
- 1977 : La croisière s'amuse ("The Love Boat") (série télévisée)
- 1977 : Captains Courageous (télévision)
- 1978 : Husbands, Wives & Lovers (série télévisée)
- 1978 : Free Country (série télévisée)
- 1978 : A Guide for the Married Woman (télévision)
- 1978 : Les Misérables (télévision)
- 1979 : The Gossip Columnist (télévision)
- 1979 : Turnabout (série télévisée)
- 1979 : The 51st Annual Academy Awards (télévision)
- 1979 : Sanctuary of Fear (télévision)
- 1979 : Avalanche Express
- 1979 : À l'Ouest, rien de nouveau (All Quiet on the Western Front) (télévision)
- 1980 : Cry of the Innocent (télévision)
- 1980 : La Plantation ("Beulah Land") (feuilleton TV)
- 1980 : Pleasure Palace (télévision)
- 1980 : Le Petit Lord Fauntleroy (Little Lord Fauntleroy)
- 1980 : A Tale of Two Cities (télévision)
- 1980 : The Night the City Screamed (télévision)
- 1981 : Terror Among Us (télévision)
- 1981 : Elvis and the Beauty Queen (télévision)
- 1981 : Peter and Paul (télévision)
- 1981 : Big Bend Country (télévision)
- 1981 : Red Flag: The Ultimate Game (télévision)
- 1982 : Ivanhoe (télévision)
- 1982 : Computercide (télévision)
- 1984 : Maître du jeu ("Master of the Game") (feuilleton TV)
- 1984 : Camille (télévision)
- 1985 : The Corsican Brothers (télévision)
- 1985 : Coup de foudre dans l'Orient-Express (télévision)
- 1986 : Les Derniers jours de Patton (The Last Days of Patton) (télévision)
- 1986 : Le Cadeau de Noël (en) (The Christmas Gift) (télévision)
- 1987 : Stone Fox (télévision)
- 1987 : Angel in Green (télévision)
- 1988 : Les Windsor, la force d'un amour (The Woman He Loved) (télévision)
- 1988 : April Morning (télévision)
- 1988 : Pancho Barnes (télévision)
- 1990 : Le Visage de l'oubli (The Lookalike) (télévision)
- 1991 : Ironclads (télévision)
- 1991 : Shadow of a Doubt (télévision)
- 1992 : Against Her Will: An Incident in Baltimore (télévision)
- 1993 : Love, Honor & Obey: The Last Mafia Marriage (télévision)
- 1994 : Trick of the Eye (télévision)
- 1994 : Au-dessus de tout soupçon (While Justice Sleeps) (télévision)
- 1995 : The Haunting of Helen Walker (télévision)
- 1996 : Un amour plus fort que tout (What Love Sees) (télévision)
- 1998 : Best Friends for Life (télévision)
- 2000 : High Noon (télévision)
- 2001 : Back to the Secret Garden
- 2011 : Charlie's Angels (série télévisée)